# Aérodrome de Gaoua
L'aérodrome de Gaoua est un aérodrome situé à proximité de la ville de Gaoua dans la province du Poni, au Burkina Faso.

## Situation
L'aérodrome est situé à environ 5 km au nord de la ville de Gaoua et il est accessible par la route nationale 12.
| Ouagadougou Bobo-Dioulasso |